# 船橋市立海神南小学校

船橋市立海神南小学校（ふなばししりつ かいじんみなみしょうがっこう）は、千葉県船橋市海神町南1丁目1510にある公立小学校。通称は「海南小」

## 沿革
1977年（昭和52年）4月 - 開校

## その他

### 4校○○会
海神中、海神小、西海小、海神南小のPTAが協力して会を催す。例 : 4校PTAソフトボール大会、四校合同懇親会。